# 藤﨑忍
藤﨑 忍（ふじさき しのぶ、1966年7月21日 - ）は、日本の実業家。東京都出身。株式会社ドムドムフードサービス代表取締役社長。

## 略歴
- 1966年 東京都出身。青山学院初等部、青山学院中等部、青山学院高等部、青山学院女子短期大学を卒業後、藤崎繁武（墨田区議会議員）と結婚。
- 2005年 夫である藤崎繁武が、都議会議員に立候補するが落選。友人の母親が経営していた渋谷109内のブティックの株式会社ブティックヤマトヤに店長として入社。その後、専務取締役に就任。
- 2010年 ブティックヤマトヤを退職。ニュー新橋ビル内の小料理店に、アルバイト店員として就業。
- 2011年3月22日 ニュー新橋ビルに、居酒屋そらきを開業。
- 2017年 株式会社レンブラント・インベストメント入社。株式会社ドムドムフードサービス出向。
- 2018年 株式会社ドムドムフードサービス代表取締役就任。短期間で顕著な業績をあげ、多数の取材[1][2][3]などで有名になる。

## 著書
- ドムドムの逆襲 - 39歳まで主婦だった私の「思いやり」経営戦略（ダイヤモンド社、2021年7月6日）
- 藤﨑流『関係力』これまで培ってきた関係力をフルに発揮し、成功へと導く（リピックブック、repicbook、2021年10月20日）